# Progesteron
Progesteron (łac. progesteronum), dawniej luteina – żeński hormon płciowy, o budowie steroidowej, wytwarzany głównie przez komórki ciałka żółtego w fazie lutealnej i wczesnej ciąży, a podczas późniejszej ciąży przez łożysko. Jest jednym z najważniejszych hormonów wydzielanych przez jajniki.

## Znaczenie
Hormon ten umożliwia zagnieżdżenie zarodka (implantację) w błonie śluzowej macicy i utrzymanie ciąży. Jeśli do ciąży nie dojdzie, wydzielanie progesteronu zmniejsza się i dochodzi do luteolizy ciałka żółtego. Gwałtowne obniżenie poziomu progesteronu we krwi skutkuje kontrolowanym złuszczeniem się błony śluzowej macicy (menstruacją). Po zapłodnieniu progesteron jest wydzielany początkowo przez ciałko żółte, a w 14–18 tygodniu ciąży (u człowieka) zaczyna być wytwarzany także przez łożysko.

## Działanie
W organizmie kobiety progesteron działa poprzez odpowiednie receptory zlokalizowane m.in. w macicy, gruczołach sutkowych, OUN (ośrodkowy układ nerwowy) i przysadce mózgowej. Ludzki receptor dla progesteronu występuje jako dwie izoformy: PR-A i PR-B. PR-A może pełnić rolę zarówno inhibitora, jak i aktywatora transkrypcji, co tym samym umożliwia różne działania tkankowe.
Najważniejsze efekty oddziaływania progesteronu na narząd rodny to:
- ułatwianie owulacji, poprzez stymulowanie proteolizy ściany pęcherzyka Graafa;
- rozwój endometrium, umożliwiający implantację zapłodnionego jaja;
- hamowanie nadmiernego rozrostu endometrium pod wpływem działania estrogenów;
- cykliczne zmiany w nabłonku jajowodów, szyjki macicy i pochwy.

Progesteron działa synergistycznie z estrogenami na gruczoł sutkowy, pobudzając wzrost komórek gruczołowych i nabłonka przewodów oraz uczestnicząc w ekspresji receptorów niezbędnych do laktacji. Progesteron jest hormonem niezbędnym do utrzymania ciąży przez cały okres jej trwania:
- hamuje syntezę receptorów oksytocyny przez co zmniejsza wrażliwość macicy na oksytocynę (blok progesteronowy)[3],
- hamuje poród, znosi samoistną czynność skurczową ciężarnej macicy,
- zmniejsza kurczliwość mięśniówki macicy,
- hamuje odpowiedź immunologiczną matki na antygeny płodu,
- jest substratem do produkcji kortykosteroidów i mineralokortykoidów płodu,
- pobudza błonę śluzową jajowodów i macicy do wydzielania substancji odżywczych,
- przygotowuje gruczoł sutkowy do laktacji,
- hamuje powstawanie prostaglandyny,
- zatrzymuje wodę – obrzęki
- rozszerza żyły – wolniejszy przepływ krwi – sprzyja powstawaniu żylaków,
- przebarwienia skóry (ostuda).

Inne metaboliczne efekty oddziaływania progesteronu to:
- podwyższanie temperatury ciała, stymulacja oddychania,
- obniżanie stężenia aminokwasów w surowicy krwi,
- normalizacja poziomu glukozy w surowicy krwi,
- działanie przeciwandrogenne, polegające na hamowaniu aktywności 5alfa reduktazy, przekształcającej testosteron w dihydrotestosteron.

Spadek poziomu progesteronu po porodzie powoduje wahania nastroju, zwane depresją poporodową.
Prekursorem progesteronu jest cholesterol syntetyzowany z acetylo-CoA oraz pochodzący z lipoprotein o niskiej gęstości frakcji (LDL). W błonie wewnętrznej mitochondriów cholesterol pod wpływem LH ulega konwersji do pregnenolonu, który jest bezpośrednim prekursorem progesteronu.

## Wytwarzanie
W warunkach fizjologicznych progesteron jest wytwarzany przez komórki lutealne ciałka żółtego (głównie przez tzw. duże komórki oraz w mniejszym stopniu przez małe komórki lutealne), w zespólni kosmków łożyska od około 14–18 tygodnia ciąży, w warstwie pasmowatej i siatkowatej kory nadnerczy oraz w ośrodkowym układzie nerwowym.
W fazie folikularnej źródłem progesteronu są nadnercza, a stężenie progesteronu we krwi osiąga wartości poniżej 0,5 ng/ml. Obecność progesteronu w mierzalnych ilościach w krążeniu i jednocześnie brak wpływu na endometrium wskazują, że aby wystąpiły zmiany lutealne stężenie musi przekroczyć próg wrażliwości, powyżej którego zachodzi luteinizacja. Progesteron dopiero w stężeniach powyżej 1 ng/ml wywołuje zmiany lutealne w błonie śluzowej endometrium.
W fazie lutealnej głównym źródłem progesteronu jest ciałko żółte – okresowo pojawiający się gruczoł wydzielania wewnętrznego, powstający po pęknięciu pęcherzyka Graffa. Progesteron wydzielany przez ciałko żółte przygotowuje błonę śluzową macicy do zagnieżdżenia blastocysty oraz warunkuje rozwój wczesnej ciąży. W późniejszym okresie ciąży progesteron produkuje trofoblast. W fazie lutealnej wydzielanie progesteronu reguluje LH. Jeżeli nie dochodzi do ciąży ciałko żółte degeneruje i występuje miesiączka, a w cyklu koncepcyjnym (komórka jajowa została zapłodniona) role LH przejmuje hCG. W fazie lutealnej ciałko żółte produkuje do 50 mg progesteronu na dobę oraz znaczące ilości estradiolu i androgenów oraz niektórych hormonów białkowych. Wydzielanie progesteronu przez ciałko ma charakter pulsacyjny i w surowicy obserwuje się wartości od 2 do 40 ng/ml nawet w krótkich odstępach czasowych.

## Metabolizm
Metabolizm progesteronu odbywa się głównie w wątrobie (gdzie około 90% hormonu podlega efektowi pierwszego przejścia), również w nerkach i w śladowych ilościach w innych narządach, np. w mięśniach. W wyniku redukcji w pozycji 5 beta w pierścieniu A powstają glukuroniany, które po uwolnieniu do krwi przechodzą do moczu, skąd głównie jako glukuronian pregnandiolu wydalane są na zewnątrz organizmu (50–60% metabolitów). W wyniku redukcji w pozycji 5-alfa powstaje w hepatocytach, jak i poza wątrobą, 5-alfa-dihydroprogesteron, który po koniugacji z kwasem siarkowym jest wydzielany do żółci i wydalany z kałem (10% metabolitów).
Około 96–99% progesteronu występuje w postaci związanej z białkami osocza – w około 50–54% z albuminami i w 43–48% z transkortyną. Stężenia progesteronu w surowicy pomiędzy 5 a 15 ng/ml, odpowiadające fizjologicznej wczesnej fazie lutealnej są wystarczające do dokonania przemiany sekrecyjnej endometrium i utrzymania ciąży. Po podaniu dopochwowym 100 mg progesteronu, hormon osiąga maksymalne stężenia w surowicy po ok. 6–7 godz. od podania i stężenia te wynoszą średnio 10,1 ± 4,7 ng/ml. AUC (area under the curve) dla progesteronu podawanego dopochwowo (100 mg) wynosi 77,16 ± 49,02 ng/h/ml-1. Okres półtrwania z surowicy progesteronu podawanego dopochwowo wynosi około 13 godz.
Po podaniu dopochwowym progesteron jest bezpośrednio transportowany do endometrium macicy, które jest fizjologicznym miejscem magazynowania hormonu. Transport progesteronu z pochwy do macicy może odbywać się w mechanizmie bezpośredniej dyfuzji do tkanek endometrium, transportu przezszyjkowego, transportu z krążeniem żylnym i limfatycznym lub ułatwionej dyfuzji przeciwprądowej z naczyń limfatycznych i żylnych do układu tętniczego macicy. Stężenia progesteronu w tkance endometrium (wyrażane w ng/mg białka) są wyższe po podaniu dopochwowym niż po podaniu domięśniowym. Z endometrium progesteron w zależności od zapotrzebowania organizmu jest stopniowo uwalniany do krążenia systemowego.
Progesteron podawany dopochwowo przechodzi do krążenia systemowego i omija metabolizm wątrobowy.

## Zastosowanie
W medycynie progesteron stosowany jest zapobiegawczo przy ryzyku poronienia, niewydolności ciałka żółtego, zatruciu ciążowym, zaburzeniach miesiączkowania.

## Normy dla ciąży
Prawidłowe poziomy progesteronu podczas ciąży (± 10 ng/ml):

- 4 tydzień – 21,6 ng/ml
- 6 tydzień – 26,2 ng/ml
- 8 tydzień – 25,9 ng/ml
- 10 tydzień – 30,0 ng/ml
- 12 tydzień – 33,4 ng/ml
- 14 tydzień – 39,5 ng/ml
- 16 tydzień – 47,8 ng/ml
- 18 tydzień – 51,8 ng/ml
- 20 tydzień – 55,6 ng/ml
- 22 tydzień – 65,0 ng/ml
- 24 tydzień – 72,2 ng/ml
- 26 tydzień – 81,6 ng/ml
- 28 tydzień – 90,4 ng/ml
- 30 tydzień – 104,5 ng/ml
- 32 tydzień – 118,2 ng/ml
- 34 tydzień – 134,8 ng/ml
- 36 tydzień – 152,3 ng/ml
- 38 tydzień – 159,4 ng/ml
- 40 tydzień – 166,2 ng/ml